# 特定工作物
特定工作物（とくていこうさくぶつ）とは、周辺地域の環境の悪化をもたらすおそれがある工作物や大規模な工作物のうち、政令で定めるもののことである。
都市計画法の第4条第11項では、「コンクリートプラントその他周辺の地域の環境の悪化をもたらすおそれがある工作物で政令で定めるもの」と、「ゴルフコースその他大規模な工作物で政令で定めるもの」とを「特定工作物」と規定している。前者を「第一種特定工作物」、後者を「第二種特定工作物」とよぶ。

## 第一種特定工作物
コンクリートプラント以外の第一種特定工作物については、都市計画法施行令第1条第1項に列挙されている。
- アスファルトプラント
- クラッシャープラント
- 危険物（建築基準法施行令第116条第1項の表の危険物品の種類の欄に掲げる危険物をいう）の貯蔵又は処理に供する工作物

（石油パイプライン事業法第5条第2項第2号に規定する事業用施設に該当するもの、港湾法第2条第5項第8号に規定する保管施設又は同項第8号の2に規定する船舶役務用施設に該当するもの、漁港漁場整備法第3条第2号ホに規定する補給施設に該当するもの、航空法による公共の用に供する飛行場に建設される航空機給油施設に該当するもの、電気事業法第2条第1項第9号に規定する電気事業（同項第7号に規定する特定規模電気事業を除く）の用に供する同項第16号に規定する電気工作物に該当するもの及びガス事業法第2条第13項に規定するガス工作物（同条第一項に規定する一般ガス事業又は同条第3項に規定する簡易ガス事業の用に供するものに限る）に該当するものを除く）

## 第二種特定工作物
ゴルフコース以外の第二種特定工作物については、都市計画法施行令第1条第2項に列挙されている（以下の工作物のうち、その規模が1ha以上のもののみ該当する）。
- 野球場、庭球場、陸上競技場、遊園地、動物園その他の運動・レジャー施設である工作物

（学校教育法による学校（大学、専修学校及び各種学校を除く）の施設に該当するもの、港湾法第2条第5項第9号の3に規定する港湾環境整備施設に該当するもの、都市公園法第2条第1項に規定する都市公園に該当するもの及び自然公園法第2条第6号に規定する公園事業又は同条第4号に規定する都道府県立自然公園のこれに相当する事業により建設される施設に該当するものを除く）
※博物館などは、運動・レジャー施設と解さないため該当しない。また、スキー場やマリーナは、工作物と解さないため該当しない。
- 墓園

第二種特定工作物は、スプロール現象（無秩序な市街化）を発生させるおそれがないと考えられることから、市街化調整区域内における開発許可の基準を定めた都市計画法第34条の適用を受けない。